# Basco (Batanes)
Pour les articles homonymes, voir Basco.
Basco est une ville de 5e classe, capitale de la province de Batanes aux Philippines. Selon le recensement de 2010 elle est peuplée de 7 907 habitants.
La ville est nommée d’après le capitaine espagnol José Basco qui a dirigé la pacification et la conquête des îles pendant son mandat de gouverneur général.

## Phare

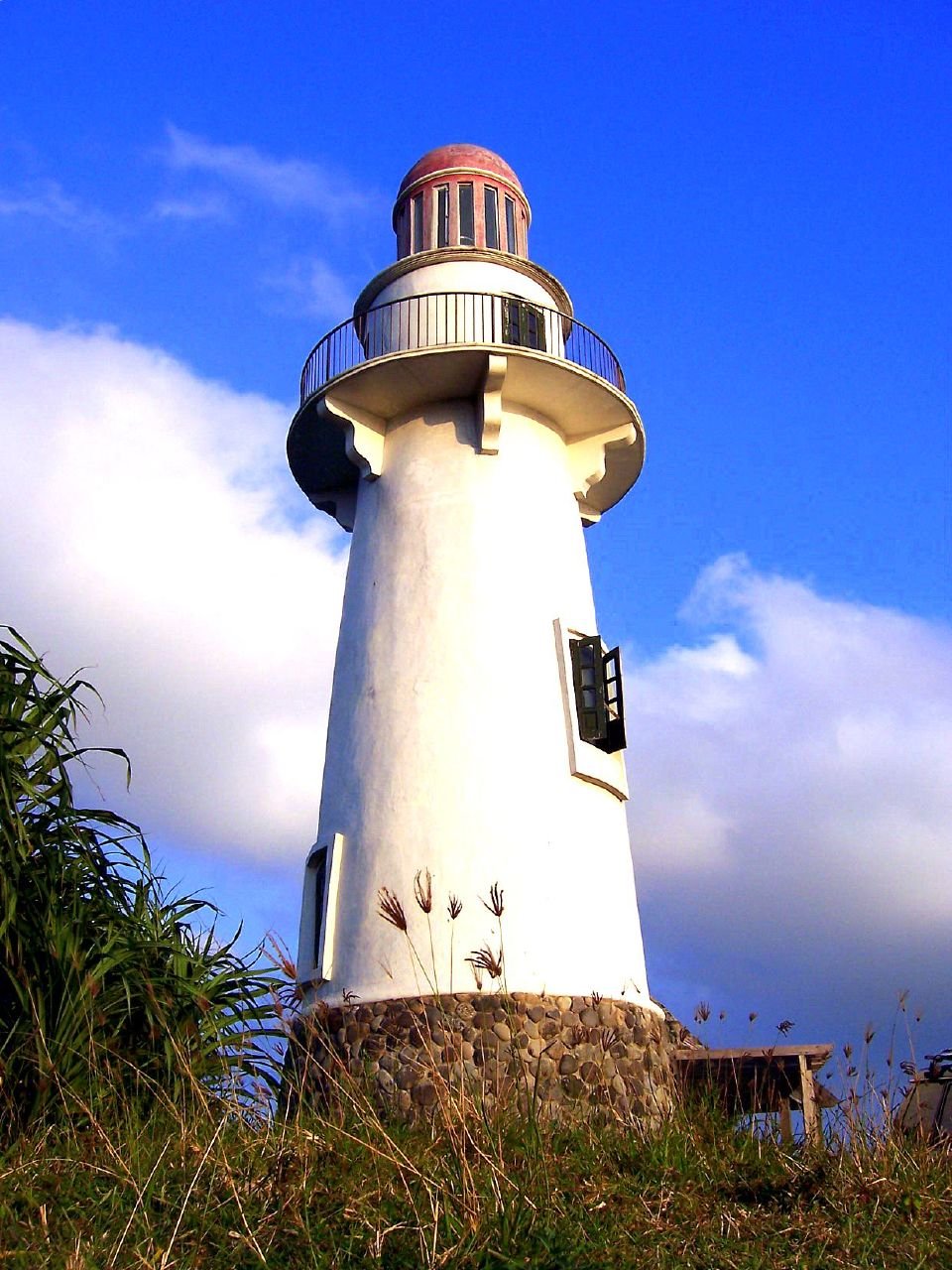
Un phare à Basco, Batanes, Philippines

## Barangays
Basco est divisée en 6 barangays.
- Ihuvok 1
- Ihuvok 2
- San Antonio
- San Joaquin
- Chanarian
- Kayhuvokan

## Démographie
| Année | Habitants | Évolution |
| ----- | --------- | --------- |
| 1995  | 5 772     | -         |
| 2000  | 6 717     | 16,37 %   |
| 2007  | 7 517     | 11,91 %   |
| 2010  | 7 907     | 5,19 %    |